# Wydawnictwo Otwarte
Wydawnictwo Otwarte – istniejąca od 2006 roku krakowska oficyna wydawnicza, której właścicielem jest SIW Znak.
Otwarte wydaje przede wszystkim literaturę popularną, jak również książki podróżnicze i poradniki, między innymi książki doktora Pierre'a Dukana, za które dwukrotnie (w 2009 i 2010 roku) zdobyło nagrodę „Bestseller Empiku”. W 2013 roku otrzymali ponownie nominację do tej nagrody w kategorii „literatura obca” za książkę Poradnik pozytywnego myślenia Matthew Quicka.
Katalog wydawnictwa oparto na czterech markach:
- Wydawnictwo Otwarte,
- Otwarte dla Ciebie – proza kobieca (m.in. powieści Emily Giffin),
- Moondrive – książki młodzieżowe (m.in. trylogia Szeptem Becki Fitzpatrick, 7 razy dziś Lauren Oliver), Mały Brat Cory'ego Doctorowa),
- Otwarte na świat – książki podróżnicze (m.in. Żar Dariusza Rosiaka, Samsara. Na drogach, których nie ma Tomka Michniewicza, Australia. Gdzie kwiaty rodzą się z ognia Marka Tomalika).

Wydawnictwo jest także właścicielem i twórcą Woblinka – platformy wydawniczej i księgarni z książkami elektronicznymi.

## Wybrani autorzy
- Emily Giffin
- doktor Pierre Dukan
- Becca Fitzpatrick
- Ewa Stec
- Agnieszka Jankowiak-Maik
- Dariusz Rosiak
- Tomek Michniewicz
- Maurice Druon
- Cristina López Barrio
- Cory Doctorow
- Leszek Talko
- Lauren Oliver
- Agnieszka Maciąg
- Martyna Wojciechowska
- Mariusz Wollny
- Patrik Svensson